# Rothuhn

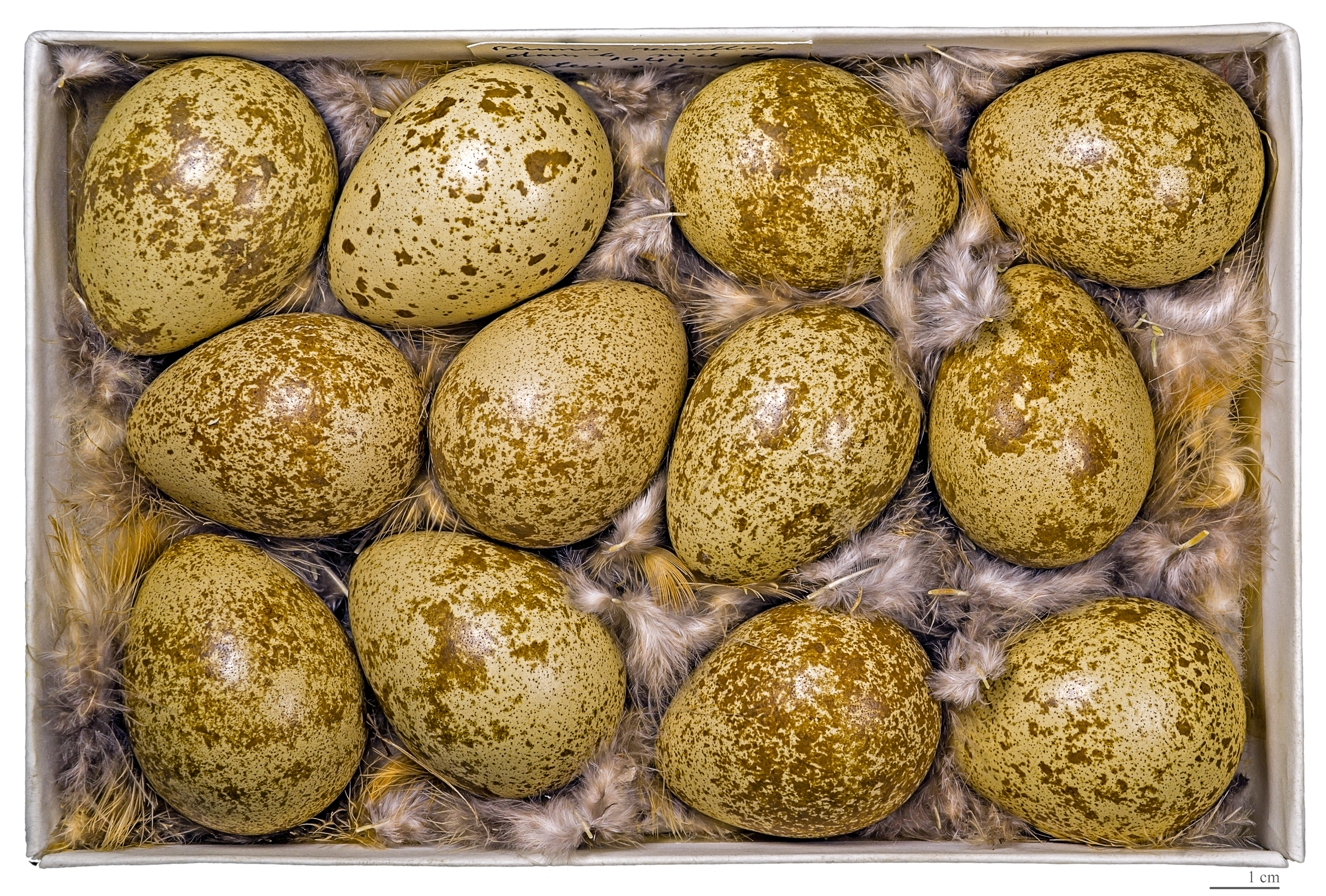
Alectoris rufa rufa

Das Rothuhn (Alectoris rufa) ist eine Vogelart aus der Familie der Fasanenartigen (Phasianidae), die zur Ordnung der Hühnervögel (Galliformes) gehört.

## Erscheinungsbild
Das Rothuhn ähnelt sehr dem Steinhuhn. Anders als dieses ist es jedoch auf dem Oberkopf und dem Rücken bräunlich und nicht grau gefiedert. Der weiße Kehlfleck ist kleiner. Das Brustband, das den Kehlfleck begrenzt, ist bauchwärts nicht so deutlich abgesetzt wie beim Steinhuhn. Es läuft in einer schwarzen Fleckung aus. Bei auffliegenden Rothühnern sind außerdem die leuchtend brandroten Schwanzfedern sichtbar.
Das Rothuhn verfügt über eine Reihe Rufe, die im Allgemeinen eine soziale Funktion haben. Die tsche oder tset psiä tok...-Rufe können sich lang anhaltend wiederholen. Männchen tragen ihren Gesang, der über einige hundert Meter hinweg hörbar ist, von einer Warte oder vom Boden aus vor. Der Gesang beginnt mit einem wetzenden wät-wät und steigert sich langsam mit tek-tek oder tok tok. Der Höhepunkt des Rufes sind Kombinationen von tok-Elementen mit Krählauten. Eine charakteristische Ruffolge ist ein tok-tok-korährähräh-korähräh.

## Verbreitung und Lebensraum
Das Rothuhn ist heute auf der Iberischen Halbinsel, im südlichen Frankreich und im nordwestlichen Italien zu finden. In Frankreich ist die Verbreitung nach Norden durch die 8 °C-März-Isotherme und in östlicher Verbreitungsrichtung durch die 2 °C-Januar-Isotherme begrenzt. Eingebürgert wurde es außerdem auf den Azoren, Gran Canaria, Madeira, den Balearen, Korsika und Neuseeland. In Großbritannien wurde das Rothuhn um 1770 ausgewildert und ist seither in Süd- und Mittelengland ein geschätztes Jagdwild. Nachdem auch Chukarhühner dort ausgesetzt wurden, kam es jedoch zu einer Hybridisierung mit den dort lebenden Rothuhnbeständen. In Großbritannien ist seit September 1992 daher die Aussetzung von Chukarhühnern und Mischlingen zwischen Rot- und Chukarhühnern verboten. Bis ins 16. Jahrhundert war das Rothuhn auch im Rhein-, Aar- und Neckartal zu finden. Es verschwand um 1560, als eine Klimaverschlechterung einsetzte. In Bayern hielten sich letzte Vorkommen bis ins 18. Jahrhundert, im Kanton Jura bis ins 19. Jahrhundert. Die letzten mitteleuropäischen Brutvorkommen gab es im Süden der Schweiz, die jedoch bis 1920 erloschen. Es hat in Mitteleuropa eine Reihe von Ansiedlungsversuchen gegeben, die zum größten Teil jedoch scheiterten. So sind neu etablierte Brutbestände in den Niederlanden, die in den 1980er Jahren 25 bis 30 Brutpaare umfassten, wieder erloschen. Zwischen 1998 und 2000 sind jedoch im Süden der Niederlande drei bis zehn Brutpaare etabliert worden, ferner gab es einzelne Bruten in den 1990er Jahren in Nordrhein-Westfalen sowie eine Brut in Bayern im Jahr 2000.
Innerhalb seines Verbreitungsgebietes werden drei Unterarten unterschieden.
Das Rothuhn kommt in seinem südlichen Verbreitungsgebiet bis in Höhenlagen von 2000 Metern vor, bevorzugt jedoch als Lebensraum ebenes bis welliges Gelände auf leichten Böden.

## Belege